# Benjamin Britten (treno)
Il Benjamin Britten era un servizio ferroviario internazionale che collegava Amsterdam con Londra.
Il treno prese il nome dal compositore, direttore e pianista inglese Benjamin Britten.

## Storia
Il Benjamin Britten è stato uno dei servizi iniziali della rete EuroCity del 1987. È stato gestito come un treno in nave, la prima parte Amsterdam - Hoek van Holland in treno, la seconda Hoek van Holland - Harwich per nave e la parte finale, Harwich - Londra, in treno.
L'EC Benjamin Britten in direzione est e l'EC Admiraal de Ruijter in direzione ovest avevano coincidenze sincronizzate con le imbarcazioni diurne. I servizi di ritorno avevano orari programmati con le navi notturne.
Ognuno di questi treni perse l'etichetta EuroCity dopo un anno di servizio perché non soddisfaceva i criteri EuroCity per la qualità del servizio; a volte veniva utilizzato altro materiale rotabile e la ristorazione a bordo era minima sin dall'inizio. Tuttavia, entrambi i treni rimanevano in orario, come i servizi di InterCity.

## Composizione
Le Nederlandse Spoorwegen utilizzavano tre Koplopers (NS Intercity Materieel) accoppiati tra Amsterdam e Hoek van Holland. I traghetti di Stoomvaart Maatschappij Zeeland (MS Koningin Beatrix) o Sealink (MS St Nicholas) provvedevano al trasporto via nave. Le British Railways utilizzavano i suoi più moderni autobus InterCity trainati da locomotive di classe 86 nella parte Harwich - Londra.